# Slugterra
Slugterra (Bajoterra en Hispanoamérica y Slugterra en España) es una serie animada canadiense de televisión creada por Asaph Fipke y estrenada en Disney XD el 15 de octubre de 2012 en los Estados Unidos, en Disney XD Latinoamérica y Disney XD España en 2013 y en Clan TVE para España el 7 de abril de 2014. La serie es producida por el estudio de animación canadiense Nerd Corps Entertainment para Disney XD y por DHX Media en 2016 . Cuenta con cinco temporadas y seis películas.

## Argumento
Bajoterra es un mundo bajo la superficie terrestre compuesto por cavernas interconectadas entre sí. En ella habitan unas criaturas denominadas babosas que al ser disparadas a gran velocidad  adquieren habilidades especiales.
Tras la desaparición del protector de Slugterra Will Shane, su hijo Eli Shane decide seguir sus pasos, soñando con convertirse en un lanzador de babosas. Cuando Eli llega a Slugterra se equipa con lo necesario para los duelos y conoce a un topoide llamado Pronto, a una chica llamada Trixie y a un trol de las cavernas llamado Kord. Ellos se convierten en miembros de su banda (La Banda De Shane), y juntos combaten las fuerzas del mal.

## Personajes principales
- Eli Shane Llegado recientemente a Slugterra, planea convertirse en el mejor lanzador de todos los tiempos. Al igual que sus predecesores tiene una gran conexión con las babosas y un gran talento para comunicarse con ellas. Su mejor amigo es Burpy, una babosa infierno.[3]
- Pronto Geronipo: Es la primera persona que conoce a Eli cuando llega a Slugterra, es un topoide con características humanas, es experto en la geografía e historia de Slugterra, aunque a veces sus conocimientos hacen que se meta en bastantes problemas. Es un aventurero y caballero o al menos eso dice él.[3]
- Trixie Sting: Es una chica valiente, joven, inteligente, astuta y con un gran ojo para la filmación, Trixie fue la única persona que quiso enfrentarse a los males que amenazaban su caverna. Siempre lleva su cámara para poder mostrar lo que sucede en Slugterra, lo bueno y lo malo. Se une a Eli luego de ayudarlo en una competencia y de salvarle la vida.[3]
- Kord Zane: Es un trol de las cavernas, aunque parece rudo esconde un gran corazón. Él le explicó a Eli algunos datos sobre los duelos de babosas. Es un experto en la reparación de mecabestias y el diseño de armamentos. Le gusta mucho hacer bromas pero es un gran lanzador.[3]
- Junjie Yang: Protector de las cavernas del este (campeón del este). Bajo el control mental de Goon Doc fue obligado a servir a su enemigo y someter sus cavernas natales para expandir el dominio del emperador. En su última misión utilizó un máquina para abrir un portal a las 99 cavernas, de esa forma podría conseguir las babosas que el emperador requería para convertir a todos en sus servidores. Eli Shane se enfrentó a él y lo liberó del control mental, entonces Junjie agradecido se anexó a su banda.

- Doctor Blakk: Propietario de industrias Blakk y del expreso Metro babosa, Blakk es muy astuto y manipulador. Siente un gran rencor hacia los Shane, desde que Will Shane le ganó en un duelo y se convirtió en el aprendiz de la maestra invencible. Blakk destruirá todo a su paso con tal de conseguir lo que quiere.[3]
- Goon: es una sanadora malvada (babosa) que nació en las mismas cavernas que Junjie.

## Episodios
| Temporada | Temporada               | Episodios | Emisión Original (Canadá) | Emisión Original (Canadá) | Emisión (Estados Unidos) | Emisión (Estados Unidos) | Emisión (Latinoamérica)  | Emisión (Latinoamérica) | Emisión (España)       | Emisión (España)        |
| Temporada | Temporada               | Episodios | Comienzo                  | Final                     | Comienzo                 | Final                    | Comienzo                 | Final                   | Comienzo               | Final                   |
| --------- | ----------------------- | --------- | ------------------------- | ------------------------- | ------------------------ | ------------------------ | ------------------------ | ----------------------- | ---------------------- | ----------------------- |
|           | 1                       | 13        | 3 de septiembre de 2012   | 3 de noviembre de 2012    | 15 de octubre de 2012    | 1 de noviembre de 2012   | 15 de octubre de 2012    | 1 de noviembre de 2012  | 28 de febrero de 2013  | 20 de marzo de 2013     |
|           | 2                       | 12        | 2 de febrero de 2013      | 27 de marzo de 2013       | 11 de febrero de 2013    | 28 de marzo de 2013      | 11 de febrero de 2013    | 14 de julio de 2013     | 21 de marzo de 2013    | 29 de noviembre de 2013 |
|           | 3                       | 14        | 15 de junio de 2013       | 15 de octubre de 2013     | 1 de julio de 2013       | 19 de octubre de 2013    | 1 de julio de 2013       | 19 de octubre de 2013   | 2 de diciembre de 2013 | 19 de diciembre de 2013 |
|           | Babosodios              | 80        | 10 de febrero de 2014     | 26 de abril de 2016       | 26 de octubre de 2013    | TBA                      | 7 de abril de 2014       | 9 de agosto de 2016     |                        |                         |
|           | Películas               | 6         | 30 de marzo de 2014       | 6 de agosto de 2016       | 20 de agosto de 2014     | 25 de octubre de 2016    | 14 de septiembre de 2014 | 12 de noviembre de 2016 | 18 de abril de 2015    | 19 de abril de 2015     |
|           | 4                       | 13        | 17 de enero de 2016       | 26 de abril de 2016       | 4 de octubre de 2016     | 4 de octubre de 2016     | 4 de octubre de 2016     | 4 de octubre de 2016    | 1 de noviembre de 2016 | 15 de noviembre de 2016 |
|           | 5                       | 4         | 4 de octubre de 2016      | 25 de octubre de 2016     | 25 de octubre de 2016    | 25 de octubre de 2016    | 25 de octubre de 2016    | 25 de octubre de 2016   | —                      | —                       |
|           | 6 (Slugterra Ascensión) | 20        | 7 de septiembre de 2022   | Marzo de 2023             |                          |                          |                          |                         |                        |                         |

## Películas
Bajoterra cuenta con tres películas: Slugterra: Maldad del más allá, Slugterra: El regreso de las Elementales y Slugterra: La hora de Babosa-Fu

## Slugterra Ascension
Se anunció que se lanzaría una nueva serie derivada de Slugterra, Slugterra: Ascension, con un estreno anticipado el 5 de septiembre de 2022. La serie, que consta de 20 cortos de cuatro minutos de duración, explora la aventura de Eli y Trixie contra Locke y Lode. El Dr. Blakk también regresa en los cortos finales, mientras que Kord y Pronto solo aparecen a través de comunicaciones por radio.